# Paul Schuler
Paul Schuler (* 11. Dezember 1964 in Morschach) ist ein Schweizer Priester der römisch-katholischen Kirche und war von 2017 bis Herbst 2023 einer der geistlichen Leiter des Fernsehsenders K-TV.

## Leben und Wirken
Paul Schuler studierte Theologie an der Universität Freiburg (Schweiz) und war drei Jahre lang im pastoralen Dienst in Schwyz tätig. Im Anschluss daran ging er für fünf Jahre in die Mission nach Peru und wurde in der Kathedrale von Cusco zum Priester geweiht. Nach seiner Rückkehr in die Schweiz war er unter anderem Pfarrer in Seelisberg, Unteriberg, Villmergen und im Bistum Chur.
Von 2013 bis 2015 gestaltete Schuler mehrere Sendungen über geistliche Themen in Radio Maria. Von 2017 bis Herbst 2023 war er in der Nachfolge von Pfarrer Hans Buschor einer der drei geistlichen Leiter des Fernsehsenders K-TV. Er zelebrierte mehrfach wöchentlich Fernsehgottesdienste, die auf K-TV übertragen wurden und führte live durch die Fernsehsendung „Tagesthema“, in der er die Zuschauer telefonisch zu Glaubens- und Lebensfragen beriet. Im Dezember 2023 erklärte der Sender K-TV auf seiner Website,  Schuler sei auf eigenen Wunsch hin nicht mehr Mitglied der geistlichen Leitung des Senders und habe andere Aufgaben außerhalb von K-TV übernommen. Pfarrer Schuler vertritt die traditionelle konservative Lehre der römisch-katholischen Kirche.